# Plesielephantiformes
Plesielephantiformes è un sottordine estinto di grandi mammiferi erbivori, strettamente imparentati con gli elefanti. Questo sottordine contiene le famiglie Numidotheriidae, Barytheriidae e Deinotheriidae, vissuto in Nord America, Africa ed Eurasia, dal Paleocene superiore al Pleistocene.